# Podizanje križa (Rubens)
Podizanje križa je središnji retabl monumentalnog triptiha u Antwerpenskoj katedrali koji je u duhu protureformacije i baroka naslikao Peter Paul Rubens.

## Povijest
Oltarni triptih je izvorno bio naslikan za crkvu sv. Walburgisa, a sada se nalazi u Antwerpenskoj katedrali.
Za Napoleonove vladavine, slike su, zajedno sa Skidanjem s Križa bile prebačene u Pariz, a vraćene su tek koncem 19. stoljeća.

## Odlike
Formalno i emocionalno, gledatelji su uvučeni u samu sliku, potaknuti da se poistovjete s Isusovom patnjom. Kompozicija (likovna) se temelji na snažnoj dijagonali Krista na križu, čija je težina istaknuta mišićavim tijelima koja se grčevito bore u težnji da ga podignu u uspravan položaj. Trunka realizma se nalazi u prikazu psa koji laje u lijevom kutu čije je krzno minicuozno materijalizirano.
Slika suprotstavlja surovu snagu krvnika s Kristovom prosvećenom duhovnošću. Dok oni guraju i vuku ne bi li podigli križ, Krist se lakoćom uzdiže prema Nebesima, usprkos vidljivoj boli od trnove krune na glavi i ćavala u šakama i stopalima. Njegovo tijelo je najosvjetljeniji dio slike, čime nas slikar podsjeća na njegov sinonim kao „Svjetla svijeta”. Iznad njegove glave lebdi, kao bez težine, natpis na latinskom, grčkom i hebrejskom na kojemu se Krist ističe kao „kralj Židova”.

## Poveznice
- Barokno slikarstvo
- Bitka s Amazonkama (Rubens)